# Compulsion!!!!!
| Recensione | Giudizio |
| ---------- | -------- |
| AllMusic   | [ 1 ]    |

Compulsion!!!!! è un album discografico di Andrew Hill, pubblicato dalla casa discografica Blue Note Records nel marzo del 1967.

## Tracce
Tutti i brani composti da Andrew Hill.
Lato A
1. Compulsion – 14:14
2. Legacy – 5:48

Lato B
1. Premonition – 10:29
2. Limbo – 10:17

## Musicisti
- Andrew Hill - pianoforte
- Freddie Hubbard - tromba, flicorno (eccetto nel brano: Legacy)
- John Gilmore - sassofono tenore (eccetto nel brano: Legacy)
- John Gilmore - clarinetto basso (brano: Premonition)
- Cecil McBee - contrabbasso (eccetto nel brano: Premonition)
- Richard Davis - contrabbasso (solo nel brano: Premonition)
- Joe Chambers - batteria
- Nadi Quamar - tamburo africano, pianoforte african thumb
- Renaud Simmons - congas[4]

Note aggiuntive
- Alfred Lion - produttore
- Registrato l'8 ottobre 1965 al Rudy Van Gelder Studio di Englewood Cliffs, New Jersey (Stati Uniti)
- Rudy Van Gelder - ingegnere delle registrazioni
- Reid Miles - fotografia copertina album, design album
- Nat Hentoff - note retrocopertina album[5]
- Francis Wolff - fotografia retrocopertina CD[6]